# Мост Сан-Бернандо
Мост Сан-Бернандо — мост через железную дорогу в городе Севилья.

## История
Мост над железной дорогой был построен по проекту, созданному в 1924 году совместно севильским архитектором Хуаном Талавера-и-Эредиа и инженером Хосе Луисом де Кассо Ромеро.
Основа моста была перестроена в 1992 году, когда вся его структурная система была заменена серией предварительно напряженных балок большой глубины, при этом сохранив уникальные архитектурные элементы, такие как сторожевые ящики, парапеты и боковые лестницы.

## Характеристика
Мост был построен на основе железобетонной конструкции.
Один важных аспектов моста — интегрированность в окружающую среду и городское пространство, что достигается благодаря применению детальной и хорошо выполненной работы по использованию резного кирпича, а также дизайну красочных элементов на всём его протяжении.
Среди этих элементов необходимо выделить бартизаны, соединяющие лестничные площадки с пешеходными тротуарами моста; сборные пирамидальные венчающие элементы, которыми увенчаны парапеты; кованные уличные фонари, выровненные по их планировке, и собственная лестница, ведущая к обеим сторонам моста для доступа из района Сан-Бернардо и его коммерческой зоны, расположенной рядом с ним.
Эстетический облик моста, с сильным колоритом в стиле необарокко, сегодня является одним из наиболее заметных архитектурных элементов района, а также хорошим примером решения классической городской темы посредством сотрудничества между такими дисциплинами, как архитектура и инженерия.